# Роналдао
Роналдао (порт. Ronaldão, нар. 19 червня 1965, Сан-Паулу) — бразильський футболіст, що грав на позиції захисника.
Виступав, зокрема, за «Сан-Паулу», з яким виграв ряд національних та міжнародних трофеїів, а також національну збірну Бразилії, у складі якої став чемпіоном світу.

## Клубна кар'єра
У дорослому футболі дебютував 1985 року виступами за команду клубу «Ріу-Прету».
Своєю грою за цю команду привернув увагу представників тренерського штабу клубу «Сан-Паулу», до складу якого приєднався 1986 року. Дебютував в команді 20 лютого 1986 року і відразу в тому сезоні став з командою чемпіоном Бразилії. Спочатку в «Сан-Паулу» Роналдао грав на позиції лівого захисника, але потім його визнали недостатньо швидким для цього амплуа і перевели в центр оборони, де Роналдао грав всю решту кар'єру. До 1991 року виходи Роналдао на полі були нерегулярні, йому доводилося змагатися за місце в «основі» з іншими футболістами, серед яких були Антоніо Карлос, Рікардо Роша і Даріо Перейра, але з 1991 року новий головний тренер команди Теле Сантана довірив футболісту тверде місце в обороні клубу, і клуб відразу виграв чемпіонат Бразилії, а сам Роналдао став залучатися в національну збірну Бразилії. Після цього клуб з Роналдао у складі виграв два Кубка Лібертадорес, два Міжконтинентальних Кубка, в тому числі у 1992 році, коли Роналдао чудово впорався з лідером атак каталонської «Барселони» Христо Стоїчковим, діючи проти нього персонально, та дві Рекопи Південної Америки. Всього у складі «Сан-Паулу» Роналдао провів 294 гри (з них 176 офіційних, серед яких 85 матчів у чемпіонаті і 17 в кубку Лібертадорес, 2-й результат в історії клубу), з яких клуб виграв 143 рази, 100 матчів звів внічию і 51 програв, а Роналдао забив за клуб 4 м'ячі (з них один — у кубку Лібертадорес). Останню гру за «Сан-Паулу» Роналдао провів 1 квітня 1994 року.
Після чемпіонату світу Роналдао, як і багато інших бразильців, залишив батьківщину і поїхав до Японії у клуб «Сімідзу С-Палс», в якому провів 2 сезони, провівши за клуб 46 матчів.
У 1995 році Роналдао повернувся до Бразилії і підписав контракт з клубом «Фламенго», дебютувавши в товариському матчі за клуб 17 серпня 1995 року «Депортіво», в якому «Фла» програв 0:3. Незважаючи на невдалий дебют, Роналдао незабаром став основним гравцем оборони «Фламенго», вигравши у 1996 році чемпіонат штату Ріо-де-Жанейро, Золотий кубок Південної Америки, Трофей Ріо і Кубок Гуанабара. Останній матч за «Фламенго» Роналдао зіграв 24 листопада 1996 року проти клубу «Баїя», в якому «Фламенго» програв 0:1. Всього за «Фла» Роналдао провів 98 матчів (з них 44 у чемпіонаті Бразилії), в яких клуб виграв 49 разів, 26 ігор звела внічию і 23 програв, і забив в них 5 м'ячів.
1997 року Роналдао перейшов в «Сантус», за який виступав півтора року, вигравши з клубом Турнір Ріо-Сан-Паулу у перший рік виступів за команду, провів у чемпіонаті за цей клуб 38 матчів і забив 2 м'ячі. Потім Роналдао кілька місяців виступав за «Корітібу».
Завершив професійну ігрову кар'єру у клубі «Понте-Прета», за команду якого виступав протягом 1998–2002 років.

## Виступи за збірну
10 січня 1991 року дебютував в офіційних матчах у складі національної збірної Бразилії в товариській грі проти збірної Чехословаччини, в якій бразильці перемогли 2:1. Потім до 1995 року Роналдао грав лише в товариських іграх.
У 1994 році Роналдао поїхав на чемпіонату світу 1994 року у США після того, як основний захисник команди Рікардо Гомес, який вже був включений в заявку, за кілька днів до початку чемпіонату отримав травму і вибув з ладу. На турнірі Роналдао не провів жодного матчу, Бразилія стала чемпіоном світу, і він у числі всіх заявлених гравців, отримав золоту медаль.
7 липня 1995 року Роналдао провів свій перший офіційний матч за збірну Бразилії — на Кубку Америки 1995 року в Уругваї у матчі з Еквадором, в тому матчі на 73-й хвилині Роналдао забив єдиний м'яч у зустрічі, принісши перемогу своїй команді. Цей гол став його першим і останнім за національну команду, а бразильці в підсумку стали фіналістами турніру, де поступились господарям в серії пенальті. 
Свою останню гру за збірну Роналдао провів 12 серпня 1995 року проти Південної Кореї. Протягом кар'єри у національній команді, яка тривала 5 років, провів у формі головної команди країни 14 матчів, забивши 3 голи.

## Статистика
| Чемпіонат | Чемпіонат        | Чемпіонат   | Ліга | Ліга |
| Сезон     | Клуб             | Ліга        | Ігри | Голи |
| Бразилія  | Бразилія         | Бразилія    | Ліга | Ліга |
| --------- | ---------------- | ----------- | ---- | ---- |
| 1986      | «Сан-Паулу»      | Серія А     | 2    | 0    |
| 1987      | «Сан-Паулу»      | Серія А     | 7    | 0    |
| 1988      | «Сан-Паулу»      | Серія А     | 8    | 0    |
| 1989      | «Сан-Паулу»      | Серія А     | 0    | 0    |
| 1990      | «Сан-Паулу»      | Серія А     | 15   | 1    |
| 1991      | «Сан-Паулу»      | Серія А     | 17   | 1    |
| 1992      | «Сан-Паулу»      | Серія А     | 22   | 1    |
| 1993      | «Сан-Паулу»      | Серія А     | 4    | 0    |
| Японія    | Японія           | Японія      | Ліга | Ліга |
| 1994      | «Сімідзу С-Палс» | Джей-Ліга 1 | 36   | 3    |
| 1995      | «Сімідзу С-Палс» | Джей-Ліга 1 | 10   | 0    |
| Бразилія  | Бразилія         | Бразилія    | Ліга | Ліга |
| 1995      | «Фламенго»       | Серія А     | 18   | 0    |
| 1996      | «Фламенго»       | Серія А     | 19   | 1    |
| 1997      | «Сантус»         | Серія А     | 28   | 0    |
| 1998      | «Корітіба»       | Серія А     | 0    | 0    |
| 1998      | «Понте-Прета»    | Серія А     | 21   | 0    |
| 1999      | «Понте-Прета»    | Серія А     | 18   | 0    |
| 2000      | «Понте-Прета»    | Серія А     | 17   | 0    |
| 2001      | «Понте-Прета»    | Серія А     | 10   | 0    |
| 2002      | «Понте-Прета»    | Серія А     | 3    | 0    |
| Країна    | Бразилія         | Бразилія    | 209  | 4    |
| Країна    | Японія           | Японія      | 46   | 3    |
| Всього    | Всього           | Всього      | 255  | 7    |

| Збірна Бразилії | Збірна Бразилії | Збірна Бразилії |
| Роки            | Ігри            | Голи            |
| --------------- | --------------- | --------------- |
| 1991            | 1               | 0               |
| 1992            | 5               | 0               |
| 1993            | 1               | 0               |
| 1994            | 0               | 0               |
| 1995            | 7               | 1               |
| Всього          | 14              | 1               |

## Титули і досягнення
- Володар Кубка Лібертадорес (2):

«Сан-Паулу»: 1992, 1993
- Володар Міжконтинентального кубка (2):

«Сан-Паулу»: 1992, 1993
- Переможець Рекопи Південної Америки (2):

«Сан-Паулу»: 1993, 1994
- Переможець Суперкубка Лібертадорес (1):

«Сан-Паулу»: 1993
- Володар Золотого Кубка (1):

«Фламенго»: 1996
- Чемпіон Бразилії (2):

«Сан-Паулу»: 1986, 1991
- Переможець Ліги Пауліста (4):

«Сан-Паулу»: 1987, 1989, 1991, 1992
- Переможець Ліги Каріока (1):

«Фламенго»: 1996
- Чемпіон світу (1):

Бразилія: 1994
- Срібний призер Кубка Америки: 1995